# 名古屋フラーテル
名古屋フラーテルホッケーチーム（なごやフラーテルホッケーチーム、NAGOYA FRATER HOCKEY TEAM）は、日本の男子ホッケーチームである。運営母体はNPO法人愛知スポーツ倶楽部。
2016年には「VERTEXホッケーチーム」と改名したが、2017年にチーム名を「名古屋フラーテルホッケーチーム」に戻した。その後2017年10月に改めてチーム名を「VERTEXホッケーチーム」としている、2019年1月からは「表示灯フラーテルホッケーチーム」にした。獲得タイトルは、全国男子社会人チーム最多の計82回である。また、アジア・主要全国タイトルは、大学含めた全国男子チーム最多の計53回である。しかし2022年末をもって活動休止。

## 概要
表示灯男子ホッケー部として1985年に発足して以来、日本の男子ホッケー強豪チームとして活躍し、2006年シーズンよりクラブチーム化した。ラテン語で「フラーテル」は "兄弟" を意味し、「VERTEX（ベルテクス）」は "頂点" を意味する。
クラブチームになったことで、選手が20名となった。2002年から2007年ホッケー日本リーグで、表示灯時代から数えて6年連続優勝を飾った。2008年は天理大学ベアーズに敗れ7連覇にはならなかった。
2012年11月、日本ホッケー協会はリオデジャネイロオリンピック出場を目指すホッケー男子日本代表（サムライジャパン）を、名古屋フラーテルのメンバーによる単独チームで運営していくと発表している。

## 獲得タイトル
以下は表示灯男子ホッケー部からの戦績である。
- アジアクラブ選手権 - 優勝1回
- ホッケー日本リーグ - 優勝10回（史上最多）
- 国民体育大会ホッケー競技 - 優勝24回（史上最多）
- 全日本ホッケー選手権大会 - 優勝18回（天理大学に次ぐ、史上第2位）
- 全日本社会人ホッケー選手権大会 - 優勝16回（史上最多）
- 全日本実業団ホッケー選手権大会 - 優勝13回（史上最多）

## 所属選手・スタッフ
2018年現在
- 監督 : 姜建旭
- 主将 : 山部晃嗣

## 過去の主な所属選手
- 西村泰昭
- 福田敏昭
- 安井得洋
- 小澤和幸
- 山堀貴彦
- 前田圭治
- 長岡俊輔